# Hiroaki Takagi
Hiroaki Takagi（本名：高木 宏明）は、日本の作曲家、フラワーアーティスト、フラスタ創始者、実業家。滋賀県大津市出身。

## 略歴
音楽を始めたのは17歳の頃。当時はドラムを担当。22歳の頃から本格的に作曲を始め、その後、作曲家へ転身。D・A・Iの設立事務所TRUE SONG MUSICより作曲家デビューする。デビュー当時の作家名は「A-KI」。その後、三代目 J SOUL BROTHERS from EXILE TRIBE、misono、SE7EN、EXILEらに楽曲を提供。

## 楽曲提供
- 三代目J Soul Brothers
  - 『TRIBAL SOUL』
    - DEEP INSIDE （作曲）
- EXILE
  - 『愛すべき未来へ』
    - A leaf～螺旋状のサヨナラ～ （作曲）

  - 『EXILE LOVE』
    - sayonara （作曲）
- COLOR
  -     - 『君のいない道』
      - 君のいない道 （作曲）

  - 『BLUE』
    - 君のいない道 （作曲）

  - 『COLOR LIVE TOUR 2007 BLUE』
    - 君のいない道 （作曲）
- 早乙女太一
  - 『十五歳』
    - 十五歳 （作曲）
- SE7EN
  - 『Se7olution』
    - Last of Diary （作曲）

  - 『SE7EN THE BEST』
    - Last of Diary （作曲）
    - Forever （作曲）

  - 『Se7en Concert 2006』
    - Last of Diary （作曲）
    - Ending ~Forever （作曲）

  - 『FIRST SE7EN』
    - Last of Diary （作曲）
    - Forever （作曲）

  - 『スタートライン』
    - Forever （作曲）
- misono
  - 『家-ウチ-』
    - 四六“時「己」中”キミ時間オレ時計〜メトロノームの同期現象〜 （作曲）
- ATSUSHI
  - 『EXILE ATSUSHI PREMIUM LIVE 2018 京セラドームLIVE映像』
    - sayonara （作曲）
- EXILE TAKAHIRO
  - EXILE TAKAHIRO 武道館 LIVE 2024 "GLORY"
    - A leaf～螺旋状のサヨナラ～ （作曲）
- DEEP
  - 『DEEP SYMPHONIC CONCERT TOUR 2010』
    - 君のいない道 （作曲）
- L.A.F.U.
  - 『Still in love』
    - Still in love （作曲）
- 山本サヤカ
  - 『つくしの言伝』
    - あの日の傘と初恋あざみ （作曲）
    - たんぽぽの綿 （作曲）
    - 線路沿いの木苺 （作曲）
    - 卒業証書 （作曲）

  - 『線香花火』
    - 草笛と雲の峰 （作曲）
    - 防波堤に並べた約束 （作曲）